# Spirit of Tasmania II
El Spirit of Tasmania II es un ferry-crucero, operado por la empresa TT-Line, cuyo propietario es el gobierno de Tasmania. Realiza en trayecto Melbourne - Devonport.

## Historia
El buque fue botado en 1998 y bautizado Superfast III. Inmediatamente comenzó a prestar servicios para la empresa Superfast Ferries, en el servicio internacional entre Patras y Ancona.  Un incendio se desató en la bodega del buque el 1 de noviembre de 1999. Investigaciones posteriores determinaron que 10 personas murieron a consecuencia del incendio.
En marzo de 2002 se produce la venta a TT-Line de Australia. La preparación del buque para su nuevo servicio se realizó en Hobart.
El 1 de septiembre de 2002 comenzó a prestar servicios en la ruta Devonport - Melbourne, siendo esta, el principal enlace marítimo entre Tasmania y el resto de Australia.

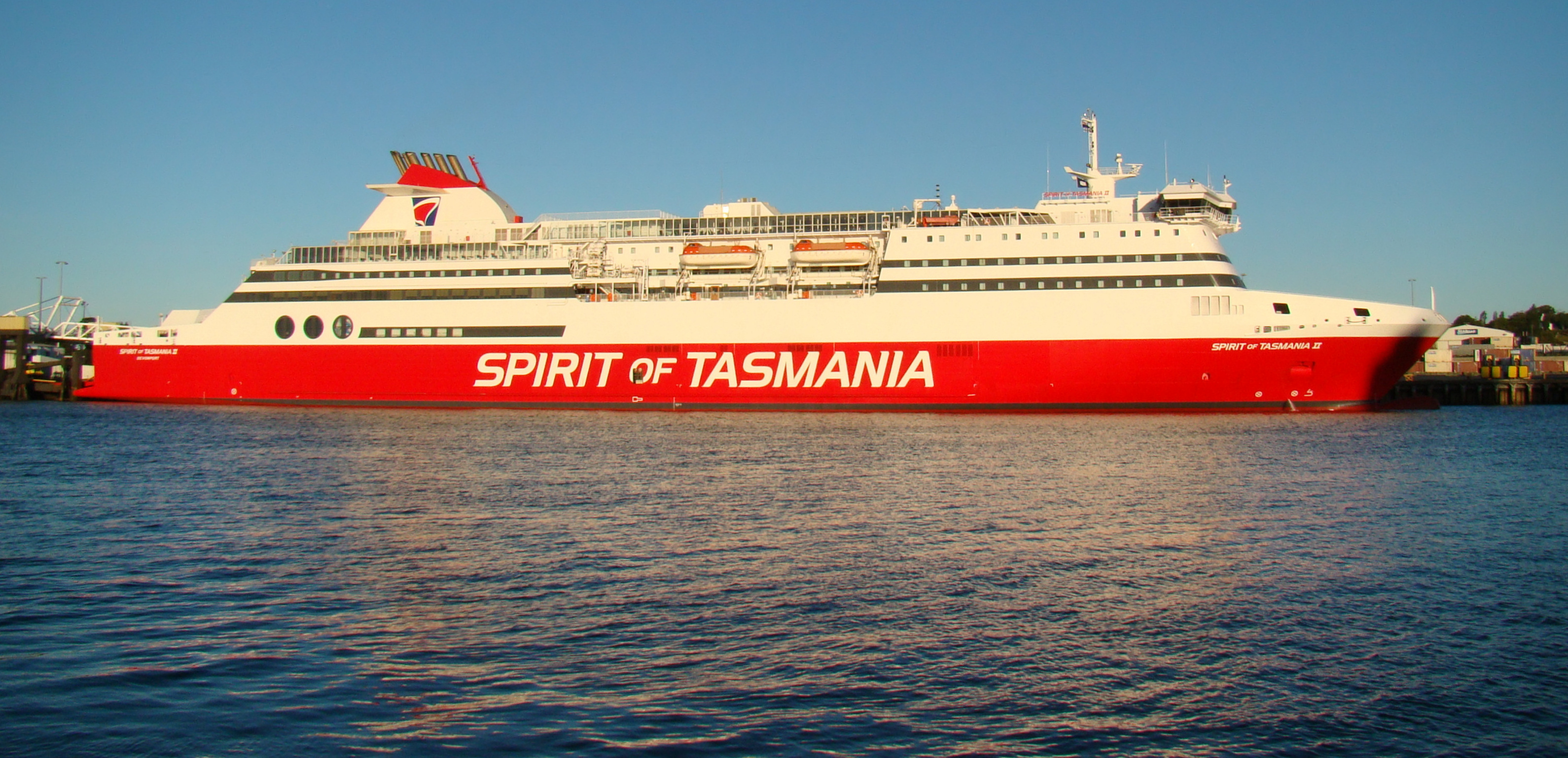
El Spirit of Tasmania III, visto desde estribor, en Devonport.